# Pseudoselago parvifolia
Pseudoselago parvifolia är en flenörtsväxtart som beskrevs av O.M. Hilliard. Pseudoselago parvifolia ingår i släktet Pseudoselago och familjen flenörtsväxter. Inga underarter finns listade i Catalogue of Life.